# Tinne Gilis
Tinne Gilis (* 29. Oktober 1997 in Mol) ist eine belgische Squashspielerin.

## Karriere
Tinne Gilis begann 2016 ihre Karriere und gewann bislang sieben Titel auf der PSA World Tour. Ihre höchste Platzierung in der Weltrangliste erreichte sie mit Rang fünf am 18. November 2024. Mit der belgischen Nationalmannschaft nahm sie bereits mehrfach an Europameisterschaften teil, ihr Debüt gab sie 2013. 2018 gehörte sie zu dem Kader, der mit Rang drei das bis dahin beste Ergebnis einer belgischen Mannschaft bei einer Europameisterschaft erreichte. Im Einzel erzielte sie 2016 ihr bestes Resultat mit dem Einzug ins Halbfinale. Im selben Jahr wurde sie belgische Meisterin. Bei den World Games 2022 gewann sie nach einem Finalsieg über Lucy Beecroft die Goldmedaille. Im selben Jahr wurde sie Europameisterin dank eines 3:0-Finalerfolgs gegen ihre Schwester Nele Gilis. Bei den Europameisterschaften 2023 erreichte Gilis mit der belgischen Nationalmannschaft erstmals das Finale, das mit 1:2 gegen England verloren wurde. Ein Jahr darauf gelang der Mannschaft um Tinne Gilis schließlich der erstmalige Titelgewinn. Gilis setzte sich dabei in der entscheidenden Partie gegen Englands Jasmine Hutton mit 3:0 durch und sicherte Belgien damit den 2:1-Gesamtsieg. Auch im Einzel war sie im August 2024 erneut erfolgreich und gewann ihren zweiten Titel im Einzel. 2024 gehörte Gilis zum belgischen Aufgebot bei den Weltmeisterschaften, an denen Belgien erstmals seit 2004 wieder teilnahm, und belegte mit der Mannschaft sogleich den dritten Platz. Gilis wurde 2025 mit der Nationalmannschaft nochmals Vizeeuropameisterin.

## Erfolge
- Europameisterin: 2022, 2024
- Europameisterin mit der Mannschaft: 2024
- Gewonnene PSA-Titel: 7
- World Games: 1 × Gold (2022)
- Belgische Meisterin: 2016